# Do the Bartman
Do the Bartman is een single van het album The Simpsons Sing The Blues' uit 1990. Dit album is gemaakt naar aanleiding van de animatieserie The Simpsons. Het lied was het eerste nummer op het album, en de eerste single die van het album werd uitgegeven.
Shonen Knife bracht een Japanse cover van het lied uit in 1992.

## Overzicht
"Do the Bartman" werd opgenomen door Tramaine Wright in 1990. Tussen januari en maart 1991 was het de nummer 1 muziekvideo op MTV in de Verenigde Staten. Het nummer was ook een succes in het Verenigd Koninkrijk, waar het nummer op de eerste plek in de hitlijsten belandde op 16 februari 1991, en daar twee weken bleef staan. Het succes in Verenigd Koninkrijk was opmerkelijk daar de animatieserie “The Simpsons” rond die tijd nog niet werd uitgezonden op de Britse televisie.
De single scoorde eveneens hoog in Ierland, waar hij 9 weken achtereen op nummer 1 stond. In Australië was "Do The Bartman" de 14e best verkochte single van 1991.
Hoewel het nummer eerst werd toegeschreven aan schrijver/producer Bryan Loren, onthulde Matt Groening later dat "Do the Bartman" was geschreven en geproduceerd door Michael Jackson, die zelf een gastrol had in de animatieserie onder het pseudoniem "John Jay Smith". Michael Jackson wordt in de tekst van het nummer tweemaal genoemd. Loren wordt nog wel vermeld als componist van het nummer.

## Muziekvideo
De muziekvideo bevatte een typische plot van Bart Simpson die zich verzet tegen de autoriteit, wanneer hij besluit zijn eigen draai te geven aan een danspresentatie op de lagere school van Springfield.
De "Do The Bartman" video werd geregisseerd door Brad Bird, met dans choreografie van Michael Chambers. De video werd getekend door Varga Studio, een firma uit Boedapest, Hongarije.
De video is opgenomen op de vierde dvd in de dvd-boxset van het tweede seizoen van de animatieserie.